# Xyris subglabrata
Xyris subglabrata är en gräsväxtart som beskrevs av Gustaf Oskar Andersson Malme. Xyris subglabrata ingår i släktet Xyris och familjen Xyridaceae. Inga underarter finns listade i Catalogue of Life.